# Jacques Pohl (Romanist)
Jacques Pohl (* 2. April 1909 in Saint-Ghislain; † 18. Dezember 1993 in Forest/Vorst) war ein belgischer Romanist und Sprachwissenschaftler.

## Leben und Werk
Pohl studierte an der Université libre de Bruxelles und absolvierte 1935 die Licence in Romanischer Philologie. Ab 1937 war er Gymnasiallehrer in Ath, wurde aber 1942 von den deutschen Besatzern entlassen. Er wirkte in der Résistance und arbeitete wissenschaftlich. 1945 wurde er Gymnasiallehrer in Ixelles. 1950 promovierte er mit der Arbeit Témoignages sur les parlers français de Belgique (ungedruckt). 1960 wurde er Extraordinarius an der Université libre de Bruxelles. Er lehrte auch an der Universität Élisabethville/Lubumbashi, in Israel (Jerusalem) und am Institut supérieur de traducteurs et d’interprètes de Bruxelles (ISTI).

Pohl engagierte sich politisch für die Sache der Wallonen und wurde 1968 Senator.

## Werke
- Forme et Pensée. Esquisse d'une Grammaire française fonctionnelle, Paris/Namur 1958
- Témoignages sur la syntaxe du verbe dans quelques parlers français de Belgique, Brüssel 1962
- Encyclopédie de la philologie romane, partie linguistique. Notes bibliographiques (zusammen mit Louis Mourin), 3. Auflage zusammen mit Liliane De Ryck-Tasmowski, Brüssel 1967, 4. Auflage u.d.T.  Bibliographie de linguistique romane, Brüssel 1971
- Symboles et langages, tome I: Le symbole, clef de l'humain; tome II: La diversité des langages, Paris/Bruxelles 1968, Amiens 1969
- L'homme et le signifiant, Paris/Bruxelles 1972
- Les variétés régionales du français. Etudes belges (1945–1977), Bruxelles 1979
- Belgicismes. Inventaire des particularités lexicales du français en Belgique (zusammen mit Willy Bal, Albert Doppagne, André Goosse, Michèle Lenoble-Pinson und Léon Warnant), Louvain-la-Neuve 1994